# DDR-Meisterschaften im Rad-Cross
Die DDR-Meisterschaften im Rad-Cross wurden von 1953 bis 1990 an jährlich wechselnden Orten der Deutschen Demokratischen Republik durch den DRSV im Querfeldeinrennen ausgetragen.

## Austragungsorte
- 1953: Halle
- 1954: Berlin
- 1955: Karl-Marx-Stadt
- 1956: Dresden
- 1957: Erfurt
- 1958: Erfurt
- 1959: Erfurt
- 1960: Grimma
- 1961: Teterow
- 1962: Annahütte
- 1963: Rathenow
- 1964: Lauchhammer
- 1965: Dresden
- 1966: Demmin
- 1967: Lauchhammer
- 1968: Guben
- 1969: Aue
- 1970: Berlin
- 1971: Guben
- 1972: Zeuthen
- 1973: Stendal
- 1974: Berlin
- 1975: Dresden
- 1976: Potsdam
- 1977: Lichtenstein
- 1978: Berlin
- 1979: Cottbus
- 1980: Hainichen
- 1981: Dresden
- 1982: Cunnersdorf
- 1983: Rostock
- 1984: Pirna
- 1985: Berlin
- 1986: Beyendorf
- 1987: Borna
- 1988: Krauschwitz
- 1989: Fürstenwalde
- 1990: Dresden

## Siegerliste
- 1953: Täve Schur
- 1954: Günter Oldenburg
- 1955: Rolf Töpfer
- 1956: Roland Henning
- 1957: Günter Oldenburg
- 1958: Heinz Zimmermann
- 1959: Manfred Brüning
- 1960: Wilhelm Klink
- 1961: Gustav Peuker
- 1962: Wolfgang Stamm
- 1963: Günter Mosch
- 1964: Josef Jahn
- 1965: Wolfgang Stamm
- 1966: Günter Liebold
- 1967: Werner Kleinig
- 1968: Günter Liebold
- 1969: Michael Kaltofen
- 1970: Klaus Pedd
- 1971: Michael Kaltofen
- 1972: Günter Bertram
- 1973: Günter Mosch
- 1974: Günter Mosch
- 1975: Michael Kaltofen
- 1976: Uwe Freese
- 1977: Holger Kickeritz
- 1978: Uwe Freese
- 1979: Uwe Freese
- 1980: Hans-Joachim Hartnick
- 1981: Wolfgang Lötzsch
- 1982: Wolfgang Lötzsch
- 1983: Peter Hentschel
- 1984: Wolfgang Lötzsch
- 1985: Reinhard Runge
- 1986: Erik Becker
- 1987: Frank Herzog
- 1988: Erik Becker
- 1989: Thomas Fischer
- 1990: Ralf Wodynski